# Toshihiro Hattori
Toshihiro Hattori (服部 年宏, Hattori Toshihiro, né le 23 septembre 1973 à Shizuoka) est un footballeur japonais reconverti entraîneur.

## Biographie
En tant que milieu défensif, Toshihiro Hattori fut international nippon à 44 reprises (1996-2003) pour 2 buts.
Il participa aux Jeux olympiques de 1996, où il joua tous les matchs et reçut deux cartons jaunes. Le Japon fut éliminé au premier tour.
Il fit partie des joueurs sélectionnés pour la Coupe d'Asie 1996, mais il ne joua aucun match. Le Japon fut éliminé en quarts. De même pour la Coupe du monde de football de 1998, où il ne joua aucun match et le Japon fut éliminé au premier tour.
Il participa à deux matchs sur de la Copa América 1999 (Pérou et Bolivie), mais le Japon fut éliminé au premier tour.
Il participa à la Coupe d'Asie des nations de football 2000, jouant cinq matchs sur les six (ratant le match contre le Qatar), et remporta le tournoi. Fort de cette victoire, le Japon participa à la Coupe des confédérations 2001, où il joua trois matchs sur cinq, et termina finaliste.
Pour la Coupe du monde de football de 2002, il ne fit qu'un seul match sur les quatre en tant que remplaçant contre la Russie. Le Japon fut éliminé en huitièmes-de-finale.
Il fit partie des joueurs sélectionnés pour la Coupe des confédérations 2003, mais il ne joua aucune minute. Le Japon fut éliminé au premier tour.
Il joua dans deux clubs, le Júbilo Iwata (1994-2006) et le Tokyo Verdy depuis 2007. Avec le premier, il remporta trois fois la J-League, trois supercoupes du Japon, un coupe de la Ligue, une coupe de l'Empereur, une ligue des champions asiatique et une supercoupe d'Asie. Il fit aussi partie de la J-League Best Eleven en 2001. Avec le second, il ne remporta aucun titre.

## Palmarès
- Championnat du Japon de football
  - Champion en 1997, en 1999 et en 2002
  - Vice-champion en 1998, en 2001 et en 2003
- Championnat du Japon de football D2
  - Vice-champion en 2007
- Supercoupe du Japon
  - Vainqueur en 2000, en 2003 et en 2004
  - Finaliste en 1998
- Coupe du Japon de football
  - Vainqueur en 2003
  - Finaliste en 2004
- Ligue des champions de l'AFC
  - Vainqueur en 1999
  - Finaliste en 2000 et en 2001
- Supercoupe d'Asie
  - Vainqueur en 1999
- Coupe d'Asie des nations de football
  - Vainqueur en 2000
- Coupe des confédérations
  - Finaliste en 2001